# Cessna 172
Il Cessna 172 Skyhawk è un monomotore quadriposto ad ala alta da turismo e da addestramento, prodotto dalla statunitense Cessna Aircraft Company a partire dagli anni Cinquanta ed ancora in produzione. Probabilmente il più famoso aereo da addestramento mondiale, il Cessna 172 è stato prodotto in una quantità di esemplari maggiore rispetto a qualsiasi altro velivolo mai costruito.

## Storia

### Sviluppo
Misurato per la sua longevità e popolarità, il Cessna 172 è l'aeroplano leggero prodotto nella storia che ha avuto più successo. I primi modelli di produzione furono consegnati nel 1956 e sono ancora in produzione nel 2010; ne sono stati costruiti più di 43 000. I principali concorrenti dello Skyhawk sono il Beechcraft Musketeer, le serie Grumman AA-5 (nessuno dei quali è però tuttora in produzione), il Piper Cherokee e, più recentemente, il Diamond DA40.
Il Cessna 172 iniziò la sua vita come un aggiornamento del Cessna 170 da cui differiva per la sostituzione del carrello d'atterraggio triciclo posteriore con uno a triciclo anteriore. Il primo volo del prototipo fu nel novembre del 1955. Il 172 divenne quindi un successo di vendite e ne furono costruiti oltre 1400 nel 1956, il suo primo anno di produzione a pieno ritmo.
I primi 172 erano simili al 170, con la stessa fusoliera dritta e le alte gambe del carrello, sebbene il 172 avesse un timone trapezoidale mentre il 170 aveva i piani di coda ellissoidali. Le ultime versioni del 172 incorporavano un carrello d'atterraggio riprogettato la fusoliera posteriore riprofilata che permetteva l'installazione di un finestrino posteriore. La Cessna pubblicizzò questa visibilità posteriore come "Omni-Vision". L'ultimo miglioramento estetico fu a metà degli anni sessanta, era il timone a freccia che è in uso ancora oggi. Questa configurazione strutturale è rimasta sostanzialmente invariata da allora, tranne per gli aggiornamenti nell'avionica e nei motori. La produzione si è arrestata a metà degli anni ottanta, per riprendere nel 1996 con il Cessna 172R Skyhawk da 160 hp e fu rinvigorita nel 1998 con il Cessna 172S Skyhawk SP a 180 hp.

## Versioni

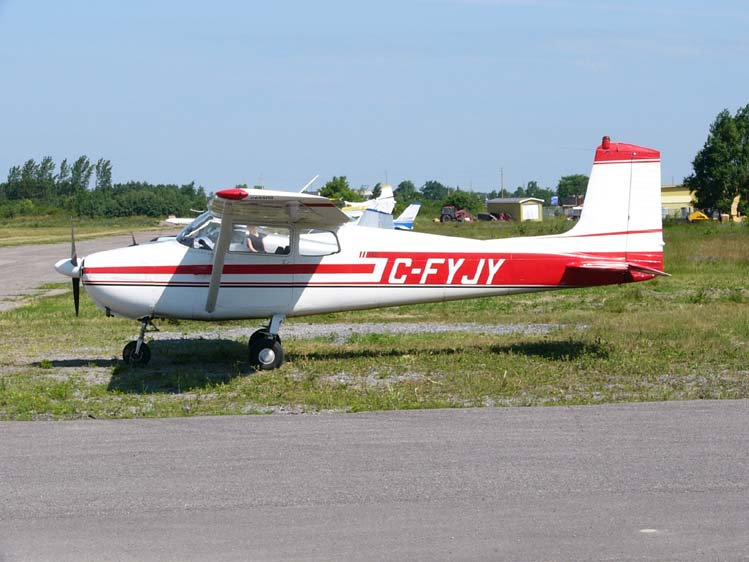
Il primo tipo di Cessna 172 Skyhawks non aveva un finestrino posteriore e adottava una linea fine e squadrata, come questo modello del 1957

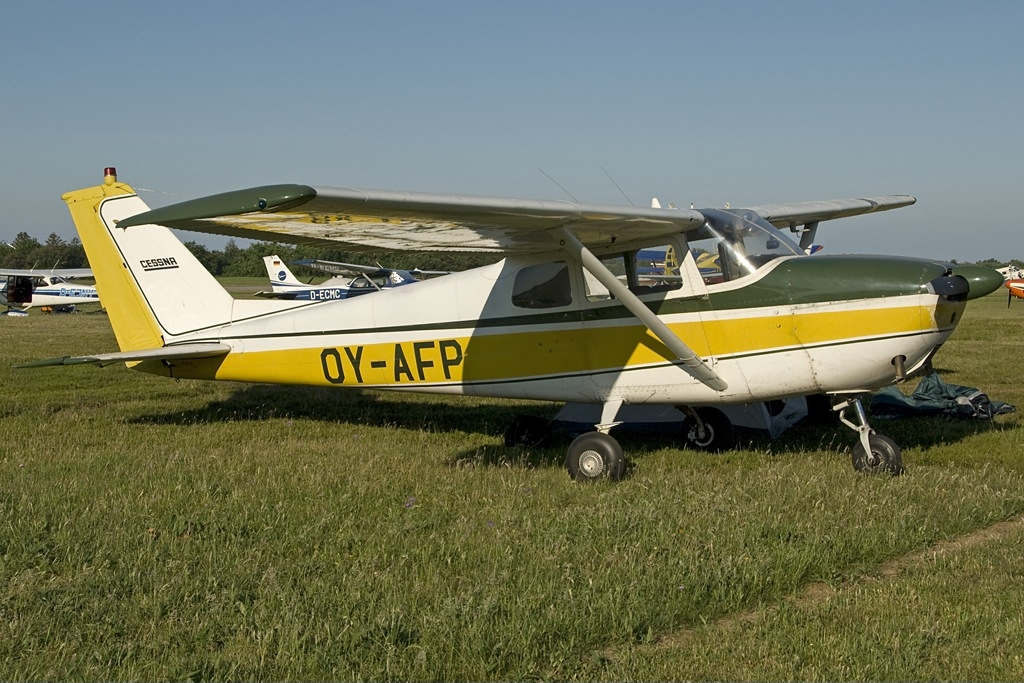
Un Cessna 172B Skyhawk

### 172
Il 172 di base apparve nel novembre del 1955 come modello del 1956 e rimase in produzione fino al suo rimpiazzo dal 172A agli inizi degli anni sessanta. Era equipaggiato con un motore a sei cilindri raffreddato ad aria Continental O-300 con 145 hp (110 kW) e aveva un peso massimo di 2 200 lb. Il prezzo base era di 8 995 $ e ne furono costruiti un totale di 4195 in cinque anni.

### 172A
Il modello 172A del 1960 introdusse il timone a freccia e gli attacchi per i galleggianti in modo da permettere una rapida conversione in idrovolante. Il prezzo era di 9,450$ e ne furono costruiti 1015.

### 172B
Il 172B fu introdotto nei tardi anni 1960 come modello del 1961 e introdusse un carrello più corto, i punti di aggancio dei motori allungati di 3 pollici, una cappottatura ridisegnata e l'ogiva per l'elica. Per la prima volta, il nome "Skyhawk" fu applicato ad un pacchetto opzionale di lusso. Questo comprendeva una completa verniciatura esterna che sostituiva le strisce esterne parziali e un'avionica standard. Il peso massimo fu aumentato a 2,250 libbre (1020 kg).

### 172C

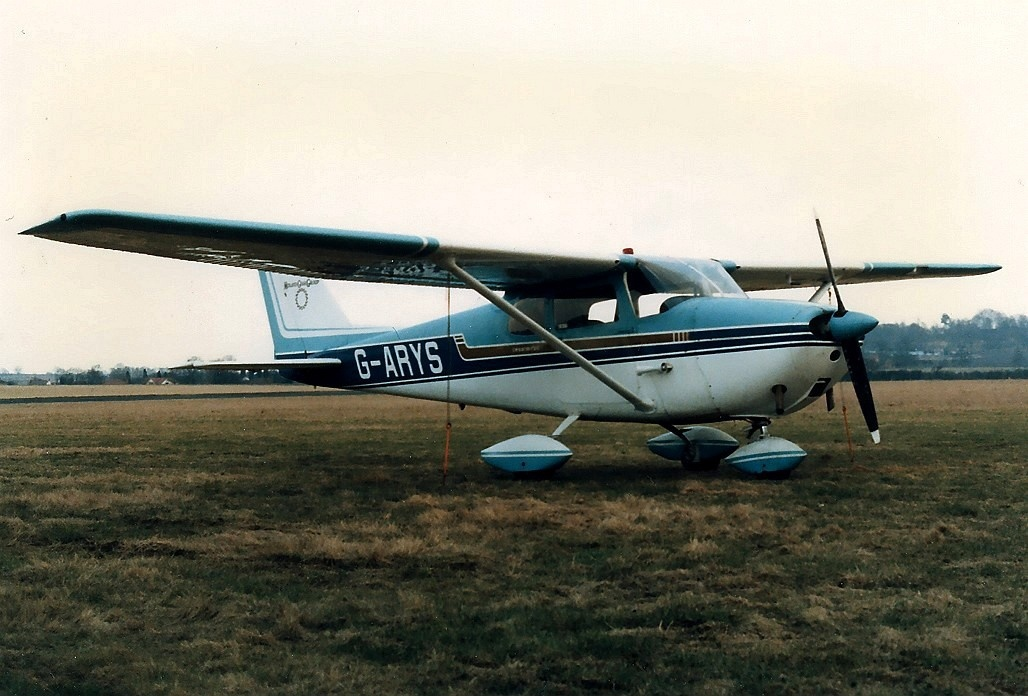
Un Cessna 172C

Il modello del 1962 era il 172C. Portò alla produzione in serie un autopilota opzionale e l'avviamento con comando a chiave. I seggiolini furono ridisegnati per poter essere regolabili in sei posizioni. Fu aggiunta l'opzione per un sedile per bambini che permetteva a due bambini di essere trasportati nell'area dei bagagli. Il prezzo del 1962 era di 9 895 $. Fu prodotto un totale di 889 unità.

### 172D
Il modello del 1963 era il 172D e introduceva la fusoliera posteriore abbassata con un lunotto Omni-Vision posteriore panoramico e un parabrezza in unico elemento. Furono anche aggiunti nuovi pedali (comando freni e timone). Furono costruiti 1146 modelli di 172Ds.
Il 1963 vide inoltre l'introduzione del 172D Powermatic. Questo era equipaggiato con un Continental GO-300E dalla potenza di 175 hp e una velocità di crociera di 11 mph maggiore del 172D standard. In verità questo non era un nuovo modello, ma era un Cessna 175 Skylark che fu rinominato per il suo ultimo anno di produzione. Lo Skylark si era guadagnato la reputazione di scarsa affidabilità del motore ed il cambiamento del nome a 172 fu un tentativo di mercato di riguadagnare vendite attraverso il marketing. La mossa non fu un successo e né il Powermatic del 1963 né lo Skylark furono prodotti dopo il modello del 1963.

### 172E

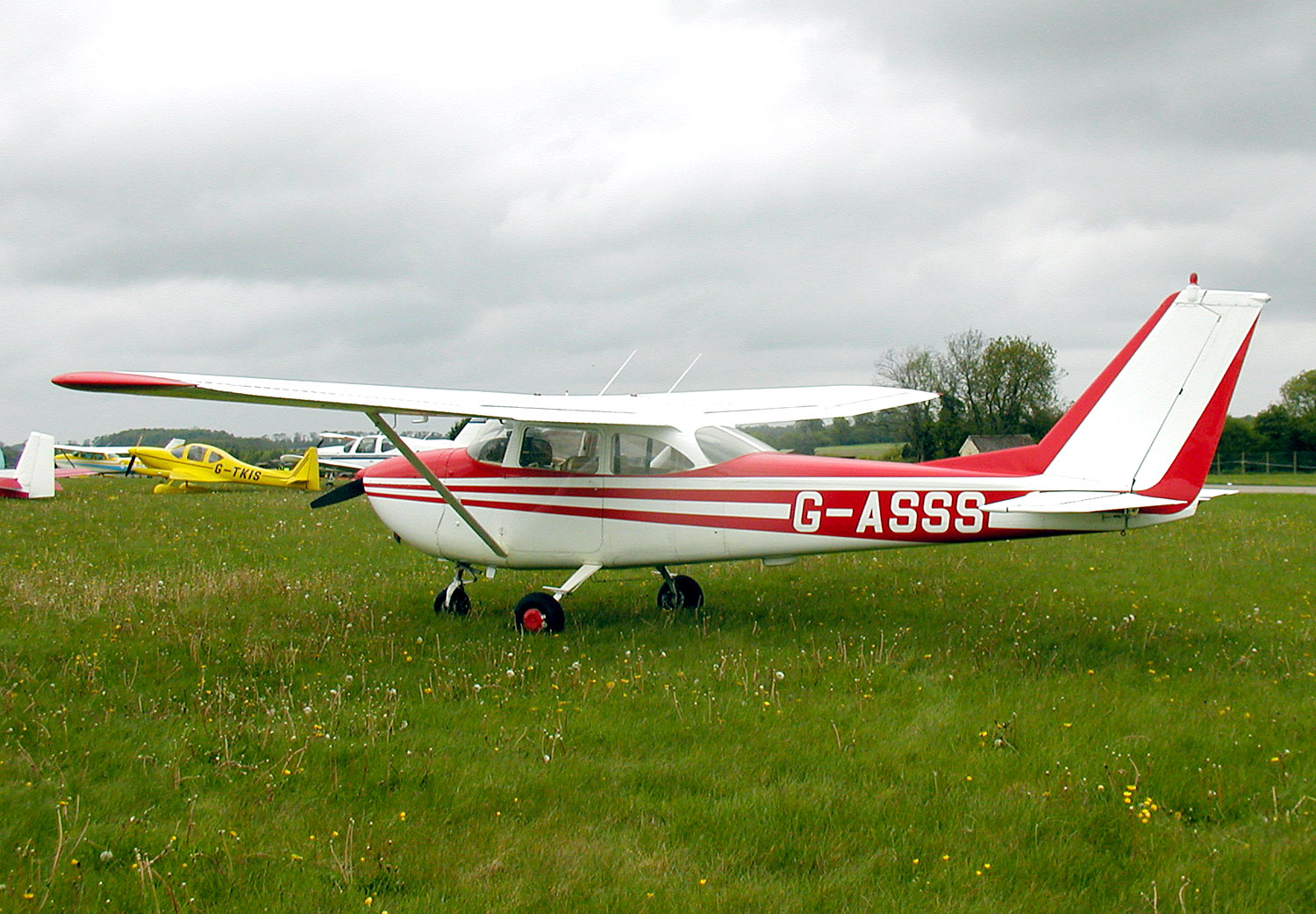
Cessna 172E del 1964

Il 172E era il modello del 1964. I fusibili furono rimpiazzati con interruttori magnetotermici. Il peso lordo fu aumentato a 2300 libbre, rimasto invariato fino al modello 172P. 1,401 172E furono costruiti quell'anno mentre la produzione cresceva.

### 172F
Il 172F introdusse flaps attuati elettricamente sostituendo il precedente sistema a leveraggio. Fu costruito in Francia da Reims Cessna come F172 fino al 1971. Questi modelli formavano le basi per l'addestratore principale dell'US Air Force's T-41A Mescalero.
Furono completati un totale di 1 436 172F.

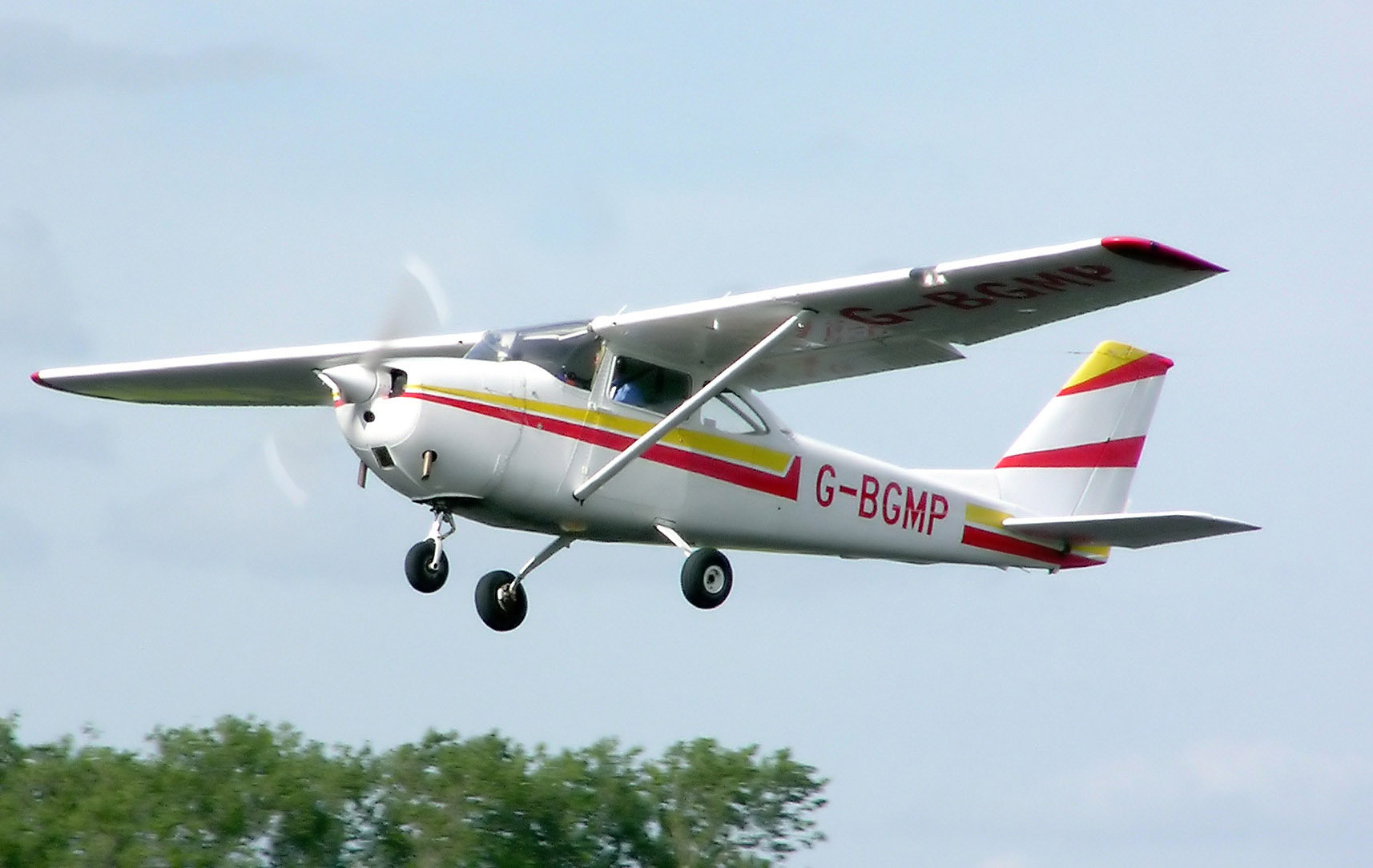
Cessna F172G del 1965

### 172G
I 1966 172G introdussero una ogiva più appuntita e furono venduti per 12 450 $ nella loro versione base 172 e 13 300 $ nella versione aggiornata Skyhawk. Ne furono costruiti 1 597.

### 172H
Il modello 172H del 1967 fu l'ultimo modello equipaggiato con il Continental O-300. Introdusse un ammortizzatore a corsa ridotta per ridurre la resistenza aerodinamica e migliorare il comportamento dell'aeromobile in volo. Fu usata una nuova cappottatura, che utilizzava attacchi con smorzatori di vibrazione che trasmettevano un più basso livello di rumore al cruscotto e riducevano la comparsa di crepe nella cappottatura stessa. L'avvisatore di stallo elettrico fu sostituito con uno pneumatico.
Il modello del 1967 172H fu venduto per 10 950 $ mentre la versione Skyhawk era di 12 750 $. Ne furono costruiti 839 quell'anno, rappresentando il primo anno in cui la produzione era minore dell'anno precedente.

### 172I
Il modello del 1968 diede inizio ai 172 potenziati dai motori Lycoming, di 150 hp. Il vecchio 172 dovette essere ridisegnato in quanto la Cessna aveva cancellato il suo contratto con la Continental per il loro motore 0-300 a 6 cilindri di 145 hp.
Con il modello "I" vennero introdotte alcune importanti migliorie tecniche. Venne introdotta una nuova motorizzazione, il 4 cilindri Lycoming O-320-E2D a cilindri contrapposti da 150 hp, un incremento di 5 cavalli rispetto all'impianto propulsivo del Continental, che grazie alla maggiore disponibilità di potenza portò ad un aumento della velocità ottimale di crociera TAS da 130 mph a 131 mph (209 a 211 kph). Non ci furono modifiche riguardo alla velocità variometrica al livello del mare di 645 piedi al minuto. Inoltre venne adottato per la prima volta il set di strumentazione standard a "T".
La produzione del 172I ebbe un aumento nel numero di velivoli costruiti raggiungendo il numero di 1,206 unità.

### 172J
La Cessna pianificò di terminare la precedente configurazione del 172 sul modello del 1968 e sostituirla con un nuovo modello dotato di ala a sbalzo che sarebbe stato il modello 172J. Comunque, mentre i tempi di introduzione si avvicinavano, i concessionari che erano a conoscenza dei cambiamenti iniziarono a fare pressioni per mantenere la configurazione precedente. Sospettavano che il nuovo modello sarebbe stato meno adatto come addestratore. Di conseguenza, e all'ultimo minuto, la decisione fu quella di continuare il 172 nella sua configurazione originale. La configurazione dell'ala a sbalzo integrale pianificata del 172J sarebbe stata introdotta come un nuovo modello, il 177. La versione di lusso sarebbe stata la 177 Cardinal. La designazione "J" non fu mai usata ufficialmente.

### 172K
Il modello dell'anno successivo 1969 era il modello "K". Aveva il terminale del timone ridisegnato e finestrini posteriori di diversa forma. Era disponibile anche una versione a lungo raggio con serbatoi alari da 52 galloni (197 l). I finestrini posteriori furono allargati di 16 pollici quadrati. Il modello del 1969 fu venduto a 12 500 $ per il 172 e 13 995 $ per lo Skyhawk con 1 170 unità costruite.
Il modello del 1970 era ancora denominato 172K ma aveva estremità alari in fibra di vetro inclinate verso il basso. Venivano anche offerti seggiolini completamente regolabili. La produzione del 1970 fu di 759 unità.

### 172L

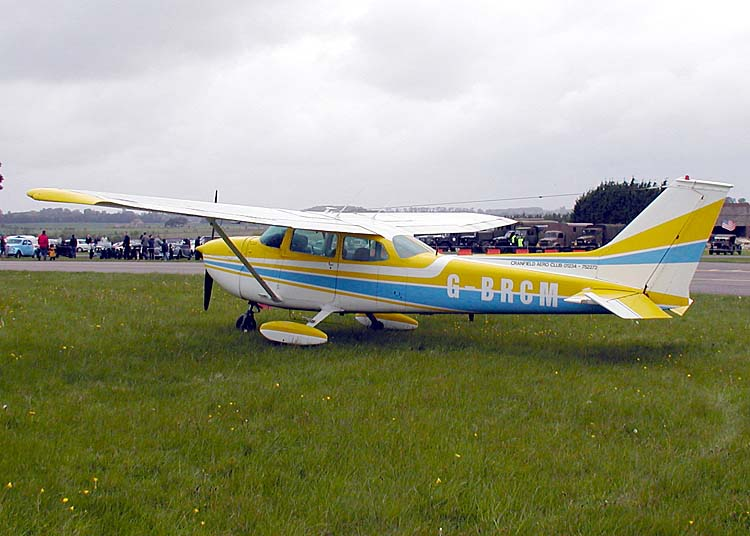
Un Cessna 172L del 1971 al campo di volo Kemble in Inghilterra (maggio 2003)

Il 172L, venduto nel 1971 e 1972, sostituì il carrello d'atterraggio principale, costituito da balestre d'acciaio, in una struttura costituita da tubi d'acciaio rastremati. Il nuovo carrello aveva una larghezza aumentata di 12 pollici. Il carrello tubolare era più leggero, ma richiedeva appendici aerodinamiche per mantenere la stessa velocità e prestazioni di salita come il precedente modello in acciaio piatto. Sulla versione "L" fu allungata la pinna dorsale fino al lunotto posteriore per introdurre una somiglianza maggiore con il 182.
Il modello del 1971 fu venduto per 13 425 $ nella versione 172 e 14 995 $ nella versione Skyhawk. Furono venduti 827 172L nel 1971 e 984 nel 1972.

### 172M

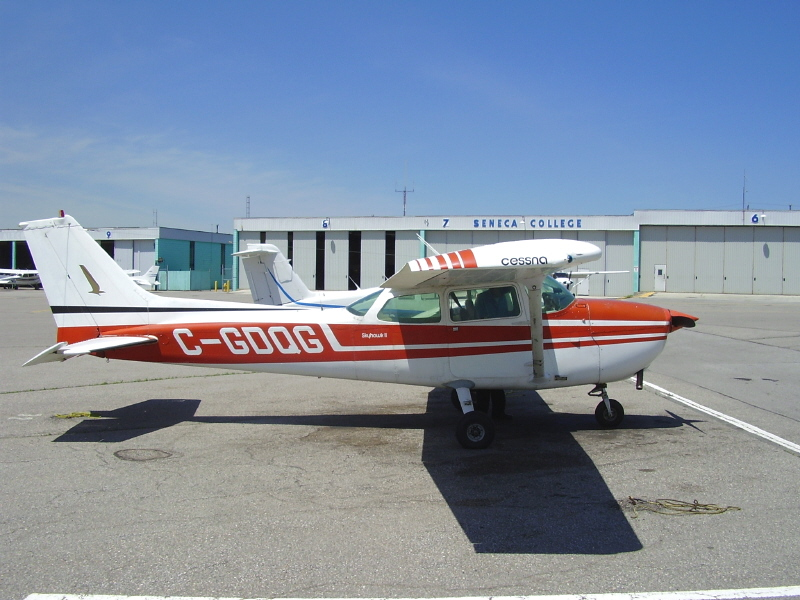
Cessna 172M del 1977

Il 172M del 1973 a 1976 guadagnò un'estremità alare a discesa per migliorare la maneggevolezza a basse velocità. Questo fu reclamizzato come l'ala "camber-lift".
I 172M del 1974 era anche il primo ad introdurre il pacchetto opzionale 'II' che forniva un equipaggiamento standard superiore, tra cui una radio nav/comm secondaria un ADF e un transponder. Il compartimento bagagli fu aumentato in dimensione ed erano disponibili come opzioni due luci frontali.
Il modello 172M del 1975 fu venduto per 16 055 $ per il 172, 17 890 $ per lo Skyhawk e 20 335 $ per lo Skyhawk II. La produzione complessiva di modelli "M" fu di 7 306 unità nei quattro anni in cui era costruito.
Nel 1976, la Cessna terminò di reclamizzare l'aereo come 172 e inizio esclusivamente ad utilizzare la designazione "Skyhawk". Il modello di quell'anno prevedeva anche un pannello di strumentazione ridisegnato per poter ospitare più avionica.

### 172N
Lo Skyhawk N, o Skyhawk/100 come lo ha denominato la Cessna, fu introdotto per il modello dell'anno 1977. La designazione "100" indicava che era potenziato da un motore Lycoming O-320-H2AD a 160 hp (120 kW) progettato per funzionare con benzina a 100 ottani, mentre tutti i precedenti motori usavano il carburante 80/87. Sfortunatamente questo motore si rivelò problematico e fu sostituito con uno che aveva prestazioni simili: il O-320-D2J per creare il 172P del 1981.
La "N" del modello del 1977 introdusse anche un trim per il timone come opzione e dei flap pre-selezionabili standard come opzione. Il prezzo era di 22 300 $, con lo Skyhawk/100 II venduto per 29 950 $.
Il modello del 1978 introdusse un impianto elettrico a 28 volt per sostituire quello precedente a 12 volt. L'aria condizionata era un'opzione.
Il modello "N" del 1979 aumentò la velocità nell'estensione dei flaps per i primi 10 gradi a 115 nodi. Celle aggiuntive di carburante aumentavano la capacità di carburante fino a 66 galloni (250 litri).
L'"N" rimase in produzione fino al 1980, quando il 172P o Skyhawk P fu introdotto.

### 172(O)
Non è mai stato introdotto alcun modello 172"O" ("Oscar").

### 172P

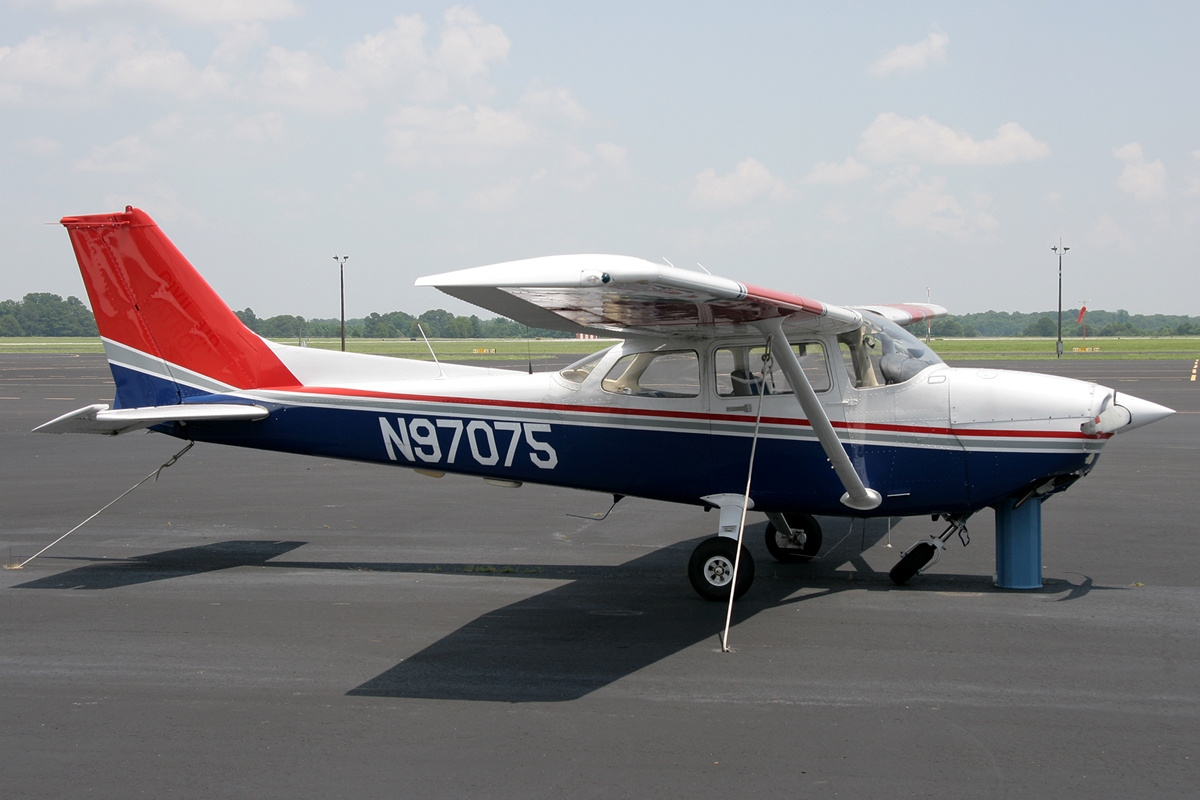
Un Cessna 172P

Lo 172P, o Skyhawk P, fu introdotto nel 1981 per risolvere i problemi di affidabilità sul motore dell'"N". Il Lycoming O-320-D2J fu un miglioramento notevole.
Il modello "P" vide anche diminuire la sua estensione massima dei flap da 40 a 30 gradi per permettere un incremento del peso lordo da 2 300 a 2 400 libbre. Un'ala umida era opzionale, con una capacità di 62 galloni (235 litri) di carburante.
Il prezzo del nuovo Skyhawk P era di 33 950 $; lo Skyhawk P costava 31 810 $ e lo Skyhawk P II equipaggiato con Nav/Pac venduto per 42 460 $.
Nel 1982 nel "P" vennero spostate le luci di atterraggio dal muso all'ala per incrementare la vita delle lampadine. Il modello del 1983 aggiunse qualche piccolo accorgimento per la riduzione del rumore ed un finestrino più spesso.
Una pinna secondaria fu introdotta nel 1984.
La produzione del "P" terminò nel 1985 e nessun altro 172 fu più costruito per altri 11 anni a causa delle regole per la sicurezza negli USA che spinsero i costi troppo in alto, dando luogo ad un decremento drammatico delle vendite di nuovi aerei.
La produzione del 172 nel 1984 si era abbassata a sole 195 unità, un ritmo di meno di 4 per settimana.

### 172Q Cutlass
Il 172Q fu introdotto nel 1983 affidatogli il nome di Cutlass per creare un'affiliazione con il 172RG, sebbene fosse in realtà un 172P con un motore Lycoming O-360-A4N di 180 hp. L'aereo aveva un peso lordo di 2,550 libbre e una velocità di crociera di 122 nodi che a confrontata con la velocità di crociera del "P" di 120 nodi con 20 hp in meno di potenza. Aveva un carico utile di 100 libbre in più dello Skyhawk P e una velocità di salita di 20 piedi al minuto (0,1 m/s) di meno dovuto al maggior peso lordo. Il "Q" rimase in produzione solamente tre anni quando tutta la produzione dei 172 ebbe fine.

### 172R

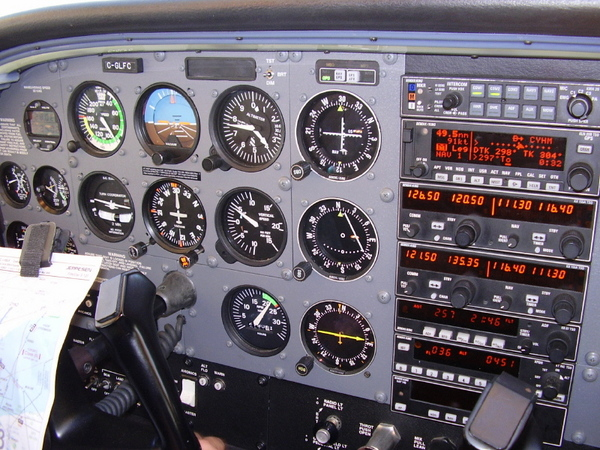
Cessna 172R Panel del C-GLFC

Lo Skyhawk R fu introdotto nel 1996 ed era spinto da un Lycoming IO-360L2A che produce un massimo di 160 hp ad appena 2,400 giri/min. Questo è il primo Cessna 172 ad avere un motore ad iniezione elettronica.
Il peso massimo al decollo del 172R è di 2,450 libbre (1,113 kg). Questo modello introduceva molti miglioramenti, tra cui nuovi interni con dispositivi di soppressione del rumore, un sistema di ventilazione a multi livello tutto nuovo, un intercom standard a quattro punti, contorni, smorzatori di energia, sedili anteriori a 26g reclinabili con impostazioni verticali e imbragature inerziali.

### 172SP

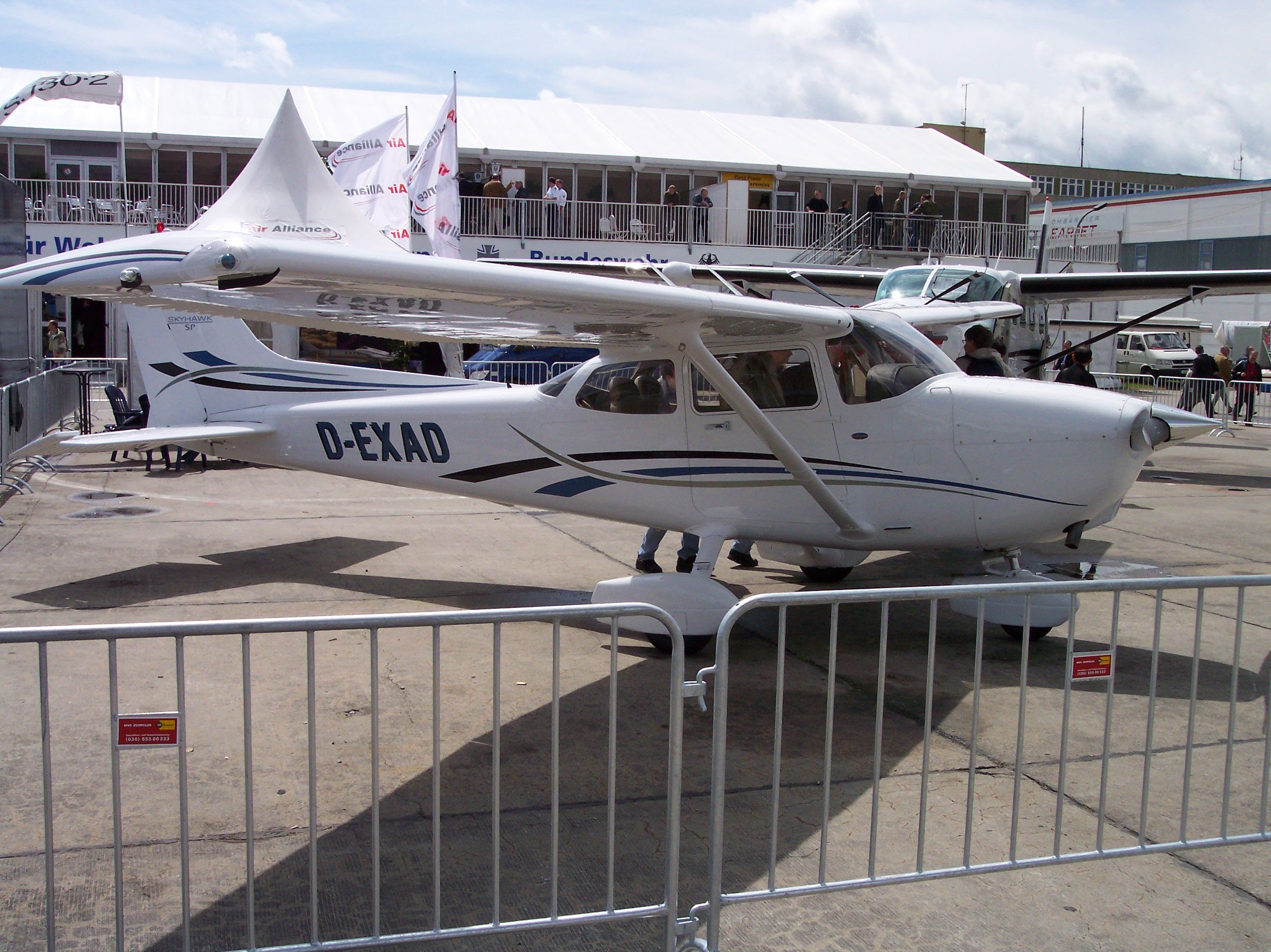
Un Cessna 172SP Skyhawk all'ILA 2006

Lo Skyhawk SP fu introdotto nel 1998 ed era potenziato da un Lycoming IO-360L2A di 180 hp. I massimi RPM del motore furono aumentati fino a 2 700 con un aumento di 20 hp di potenza rispetto al modello "R". Come risultato, il peso massimo di decollo era aumentato a 2 550 libre (1 157 kg).
Il 172SP, che fu costruito principalmente per i clienti privati, veniva offerto con un pacchetto avionico Garmin G1000 come equipaggiamento standard e seggiolini in pelle.
La Cessna vende oggi i modelli R ed SP.

### 172TD

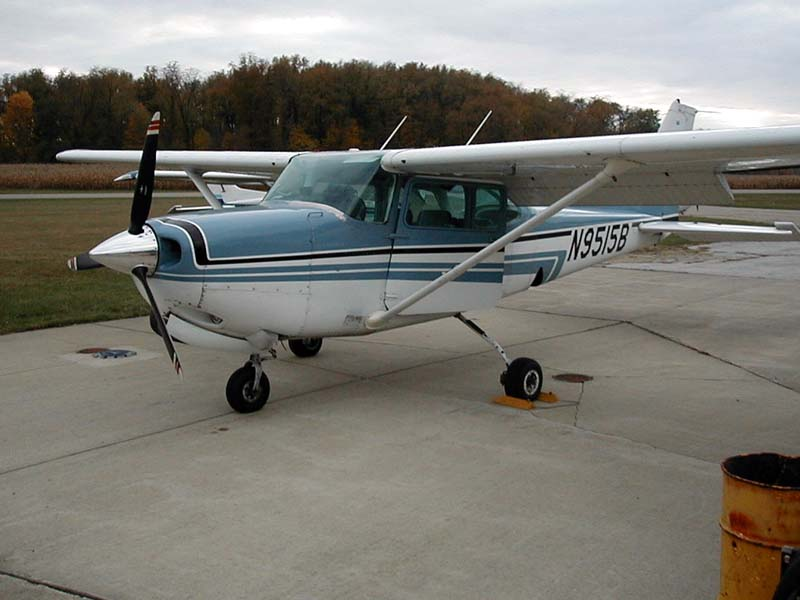
Cessna 172RG Cutlass

Il 4 ottobre 2007 la Cessna annunciò che avrebbero realizzato un Cessna 172 dotato di motore a ciclo Diesel iniziando dalla metà del 2008. Il motore sarebbe stato un turbodiesel in linea a quattro cilindri a doppia testata e raffreddamento a liquido Thielert Centurion 2.0 con un full authority digital engine control.. Il nuovo motore è accreditato della potenza di 155 hp ed utilizzerà il carburante Jet-A. Il motore sarebbe installato nella fabbrica del Cessna Skyhawk a Independence (Kansas), ed il modello avrebbe adottato la denominazione TD, ad indicare "Turbo Diesel".

### Cessna 172RG Cutlass
La Cessna introdusse una versione a carrello retrattile del 172 nel 1980 con il nome di Cutlass 172RG.
Il Cutlass disponeva di un'elica a velocità costante e un più potente motore Lycoming O-360-F1A6 da 180 hp. Il 172 fu venduto per 19,000$ in più del 172 standard dello stesso anno e avrebbe avuto una velocità di crociera di 140 nodi, confrontati con i 122 nodi del contemporaneo 172 da 160 hp.
Il 172RG non riscosse un grande successo da parte del mercato degli aerei privati, ma fu adottato da molte scuole di volo come aereo da addestramento avanzato. Tra il 1980 ed il 1984 ne vennero realizzati ben 1 177 esemplari, più un successivo piccolo numero prima del termine della produzione nel 1985.
Sebbene numerato e commercializzato come il 172, il 172RG era in verità una variante del tipo Cessna 175.

### Reims FR172J ed Hawk XP

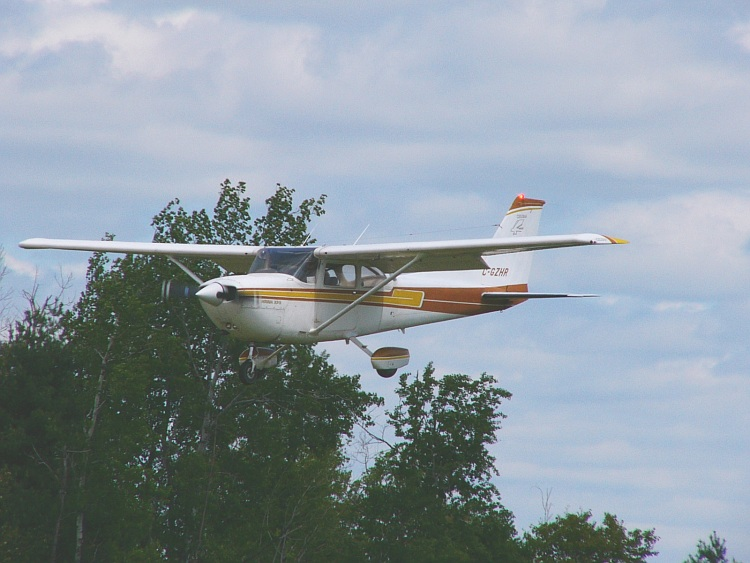
Cessna R172K Hawk XP del 1977

Il Reims Rocket, nominato FR172J e prodotto dalla Reims Aviation dai tardi anni sessanta a metà degli anni settanta, era equipaggiato da un Continental IO-360D da 210 hp ad iniezione costruito dalla Rolls-Royce Limited abbinato ad un'elica a velocità costante. Era praticamente lo stesso motore usato dalla serie Cessna 336/337 bimotore.
Il Reims Rocket portò la Cessna a produrre il R172K Hawk XP, un modello disponibile dal 1977 al 1981 sia per Wichita che per Reims. Questa configurazione disponeva di un motore Continental IO-360K (più tardi IO-360KB) a iniezione elettronica a 195 hp con un'elica doppia a velocità costante. L'Hawk XP era capace di una velocità di crociera di 131 nodi.
Gli acquirenti sostenevano che l'aumento di prestazioni del "XP" non compensavano il suo aumento di prezzo ed i costi operativi maggiori associati al suo motore più potente. Però fu ben accettato come idrovolante/anfibio in quanto, dato che il 172 standard non era molto prestazionale nemmeno con due sole persone a bordo, la potenza supplementare fornita dall'XP incrementò di molto le sue prestazioni in fase di decollo.
Sebbene numerato e venduto come 172, i modelli R172J e R172K sono in verità varianti del Cessna 175.

## Utilizzatori

### Civili
Italia
- Aviomar

1 Cessna 172, 3 Cessna 172RG e 3 Cessna 172SP G1000 consegnati.
 Stati Uniti
- Civil Air Patrol

11 Cessna 172S ordinati a luglio 2020.

### Governativi
Estonia
- Estonian Border Guard

1 Cessna 172R in servizio al dicembre 2019.

### Militari
Una versione del 172, il Cessna T-41 Mescalero, viene utilizzata come aereo da addestramento basico dalla United States Air Force e dalla United States Army. Grazie al suo progetto ad ala alta, la stabilità a bassa velocità e velocità di stallo relativamente bassa, il 172 è una piattaforma eccellente per le operazioni di ricerca e soccorso; è anche la piattaforma principale per le operazioni di Civil Air Patrol. Alcuni 172RG nella flotta CAP sono equipaggiate con Satellite Digital Imaging System. Inoltre, la United States Border Patrol utilizza una flotta di 172 per sorveglianza aerea tra la frontiera messicana e statunitense.
 Angola
 Arabia Saudita
 Bolivia
 Rep. Centrafricana
- Force Aérienne Centrafricaine

1 Reims FR172 Rocket consegnato ed in servizio al febbraio 2018.
 Cile
 Colombia
- Fuerza Aérea Colombiana

8 Cessna 172S ordinati (dotati di strumentazione Garmin 1000), i primi 4 esemplari consegnati a marzo 2021, gli ultimi 4 a luglio 2022.
vedi anche Cessna T-41 Mescalero
 Corea del Sud
 Rep. Dominicana
 Ecuador
- Ejército Ecuatoriano

4 Cessna 172S in servizio al febbraio 2019.
 Filippine
- Hukbong Dagat ng Pilipinas

4 Cessna 172S consegnati il 10 febbraio 2022.
 Francia
 Ghana
- Ghana Air Force

3 Cessna 172 consegnati, ancora in organico al settembre 2020, ma non in grado di volare.
 Giappone
- Guardia costiera giapponese

5 C 172S ricveuti a partire dal 1º marzo 2018.
 Grecia
 Guatemala
- Fuerza Aérea Guatemalteca

5 R172 XP consegnati. Risultano in organico all'aprile 2021, ma molto probabilmente non in grado di volare.
 Honduras
 Indonesia
 Iraq
- Al-Quwwat al-Jawwiyya al-'Iraqiyya

12 C 172S consegnati a partire dal 2007.
 Irlanda
- Irish Air Corps

I 5 Cessna 172H in servizio al dicembre 2017 risultano ritirati all'ottobre 2019. L'Aer Chór na hÉireann usa la versione Reims per ruoli di addestramento e cooperazioni nelle forze armate. Il modello è diffuso e popolare in servizio sebbene vi siano stati alcuni incidenti. Gli esemplari per le forze aeree sono pitturati di verde scuro e portano i distintivi di servizio. La maggior parte non sono muniti di questi distintivi.
 Liberia
 Lituania
- Karinės Oro Pajėgos

1 C 172RG consegnato.
 Madagascar
- Aeronautica militare del Madagascar

4 Cessna 172M consegnati.
 Nicaragua
- Forza aerea dell'Esercito nicaraguense

7 R172J/K consegnati.
 Pakistan
 Panama
 Perù
 Regno Unito
 Stati Uniti
 Thailandia
 Trinidad e Tobago
 Turchia

## Voli degni di nota e incidenti
- Il 31 agosto 1969 il pugile Rocky Marciano morì in circostanze drammatiche il giorno prima del suo quarantaseiesimo compleanno, precipitando assieme al pilota del suo aereo privato, a Newton nello Iowa, durante un volo partito da Des Moines e condotto in condizioni atmosferiche definite proibitive dal pilota stesso.
- Il 4 dicembre 1958, Robert Timm e John Cook decollarono dall'aeroporto di McCarran, in Las Vegas, NV. 66 giorni, 22 ore, 19 minuti e 5 secondi dopo, atterrarono ancora sullo stesso aeroporto il 4 febbraio 1959. Il volo era parte di una raccolta fondi per il Damon Runyan Cancer. Cibo e acqua venivano trasferiti da un'automobile che viaggiava alla stessa velocità su una strada del deserto, i rifornimenti avvenivano tramite una corda e un cestello. Il carburante era preso da un tubo flessibile che arrivava da un camion fino all'aereo. Venne anche installato un serbatoio ausiliario pieno di carburante per il volo. Il guidatore teneva il volante, mentre una persona in più teneva costante la velocità con quella dell'aereo con il suo piede sul pedale dell'acceleratore.

L'olio motore fu aggiunto tramite un tubo dalla cabina che fu adattato per passare attraverso la paratia tagliafuoco. Era installato solo il seggiolino del pilota. Lo spazio rimanente era usato per un tappetino sul quale il pilota secondario riposava. Lo sportello di destra fu sostituito con uno ad apertura facilitata, una porta a fisarmonica per permettere ai rifornimenti di essere messi a bordo. Quasi subito il sistema elettrico del motore si ruppe. Un generatore a vento (fatto da una piccola elica) fu messo a bordo, attaccato ai supporti alari, collegato all'accendino delle sigarette per servire come fornitura di energia per l'aereo per il resto del volo. I piloti decisero di terminare il volo maratona perché, con quasi 1500 ore di volo continuo durante il volo per il record più parecchie centinaia di ore già supportate dal motore (considerate in eccesso dai normali parametri del motore), la potenza del motore si deteriorò a tal punto che si riusciva a malapena a rialzare dopo i rifornimenti. L'aereo è in esposizione nel terminal passeggeri al McCarran International Airport. Foto e dettagli del volo possono essere visti in un piccolo museo nei piani superiori dell'area bagagli.
- Il 25 settembre 1978 un Cessna 172 si scontrò con il volo Pacific Southwest Airlines 182, un Boeing 727. I due aerei si schiantarono su San Diego, California. Ci fu un totale di 144 morti, 2 nel Cessna 172, 135 sul volo del PSA 182 e 9 a terra.
- Nel 1987 un Reims Cessna F172P noleggiato fu usato da un giovane pilota tedesco Mathias Rust per volare senza autorizzazione dall'aeroporto di Helsinki-Malmi attraverso lo spazio aereo dell'Unione sovietica per atterrare vicino alla Piazza Rossa in Mosca, il tutto senza essere intercettato dalle forze aeree sovietiche.[30]
- Il 5 gennaio 2002 uno studente delle scuole superiori Charles J. Bishop rubò un Cessna 172 e si schiantò contro un lato della Bank of America Tower nel centro della città di Tampa (Florida), rimanendo ucciso, causando tuttavia pochissimi danni.
- Il 28 ottobre 2007 Allen Williams, un esperto pilota e ingegnere di 65 anni, morì in uno schianto con il suo Cessna 172 mentre volava tra Golden, British Columbia ed Edmonton in Alberta, Canada. Il pilota si ritrovò in condizioni invernali avverse e si schiantò contro un pendio molto difficile da raggiungere sulle montagne; rimase ucciso nello schianto anche Steve Sutton, un impiegato della compagnia di Mr. Williams. Incredibilmente la figlia di Mr. Williams di soli 3 anni sopravvisse all'incidente e fu successivamente salvata dopo essere rimasta appesa sottosopra ancorata al seggiolino di sicurezza nel relitto per parecchie ore in condizioni invernali. I soccorritori attribuirono la sua sopravvivenza alla cura con cui il pilota la mise in sicurezza nel seggiolino per bambini e delle cinture di sicurezza dell'aereo.[31]
- Il 26 dicembre 2007 Michael Klein, sua figlia e un pilota rimasero uccisi in un incidente vicino a Boquete in Panama. La sola sopravvissuta fu Francesca Lewis, una ragazza americana di 12 anni. Klein era il capo esecutivo della Pacificor LLC. Le autorità dissero che le cause dell'incidente non erano ancora chiare, ma una radio riportò che dei testimoni videro l'aereo volare a bassissima quota.[32]
- Il 17 agosto 2013 un Cessna 172 partito dall'aeroporto di Bolzano si schiantò sul versante trentino della Marmolada. Nell'incidente persero la vita il pilota e i tre passeggeri, tutti altoatesini.[33][34]

## Il 172 nella cultura di massa
- In ambito cinematografico, il 172 compare nei film Agente 007 - Vendetta Privata, Agente 007 - GoldenEye (entrambi in versione P)[35], in Blow. e in Più forte, ragazzi!

## Specifiche
Caratteristiche generali
Equipaggio:  1
Capacità: 3 passeggeri
Lunghezza: 8.28m
Apertura alare: 11m
Altezza: 2,72m
Superficie alare: 16.2m2
Peso a vuoto: 767 kg
Peso a pieno carico: 1 111 kg
Capacità di carburante: 212l
Prestazioni
Velocità di crociera: 122kn (226 km/h)
Velocità di stallo: 47kn (87 km/h)
Autonomia: 696 nm (1 289 km)
Quota di servizio: 13 500 ft (4 100m)
Rateo di salita: 721 ft/min (3,66 m/sec)